# دوريس ماير
دوريس ماير (بالألمانية: Doris Meyer )‏ (و. 1957 – 2012 م) هي سياسية، من ألمانيا، ولدت في هواشتات ان در دانوب، كانت عضوةً في حزب الاتحاد الاجتماعي المسيحي بولاية بافارياشاركت في الانتخابات الرئاسية الألمانية 2004، توفيت عن عمر يناهز 55 عاماً.

## مناصب
تولت منصب عضو البرلمان الألماني.